# Vražda Dušana Jovanoviće
Dušan Jovanović (v srbské cyrillici: Душан Јовановић) byl 13letý romský chlapec z Bělehradu, který byl 18. října 1997 kvůli svému romskému původu brutálně zavražděn dvěma mladíky. Byl ubit k smrti na Beogradské ulici, při cestě do nedalekého obchodu, kde si chtěl koupit Coca-Colu. Vražda se stala známou pro svůj rasový podtext.

## Vražda
18. října 1997, krátce po deváté hodině večer, odešel 13letý Dušan z rodinného domu, aby si v nedalekých potravinách koupil Coca-Colu. Po cestě k obchodu minul skupinu mladíků, kteří po něm začali požadovat peníze, které dostal na nápoj od otce, a které držel v ruce. Když jim je odmítl dát, srazili jej na zem a začali jej kopat vyztuženými botami a bít kusy rozbitého okapu, kterým jej nakonec jeden z nich zabil. Incident měl několik svědků, avšak nikdo z kolemjdoucích se přímo nesnažil chlapci jakkoliv pomoct, ani se do situace vmísit.
Otec, který se po delší době vydal chlapce hledat, našel jeho tělo na ulici, leželo na schodech obklopené hloučkem lidí.

## Zatčení a soud
Pachatelé z místa uprchli směrem k bývalému hlavnímu nádraží v dolní části ulice Nemanja, avšak policii se díky podrobnému popisu svědků podařilo v příštích několika hodinách oba identifikovat a zadržet. Milan Čujić a Ištvan Fendrik (oba 17 let) byli podle některých svědků však pouze dvěma ze čtyř útočníků.
Oba byli v roce 1998 odsouzeni k 10 letům vězení a posláni do věznice pro mladistvé ve Valjevu, odkud byli oba v dubnu 2004 podmínečně propuštěni.
V průběhu trestu svolil Ištvan Fendrik k rozhovoru s týdeníkem NIN, ve kterém odmítl členství v jakékoliv pravicové skupině či politické straně, ačkoliv přiznal, že byl v době kdy vraždu spáchal ovlivněn krajně pravicovými politiky. Nad svým skutkem vyjádřil v rozhovoru a také po propuštění několikrát lítost. Čujić se nikdy veřejně neomluvil, naopak dříve u soudu prohlásil, že činu nelituje a že by jej spáchal znovu.

## Důsledky
Tragédie si rychle získala pozornost médií i politiků. Na jeho pohřbu se sešlo několik stovek lidí. Dušanova matka se přes smrt syna nikdy nepřenesla a v roce 2015 se po několika předchozích neúspěšných pokusech o sebevraždu oběsila. Jeho otec, který přežil několik infarktů a dvě mrtvice, zemřel ke konci roku 2016.
V roce 2007, k desátému výročí, tehdejší srbský prezident Boris Tadić společně se Srbským svazem Romů vyvěsil na místě vraždy pamětní desku.